# Gustav Volkenborn
Gustav Volkenborn (* 16. Januar 1941; † 13. August 2006) war ein deutscher Informatiker und gilt als Erfinder der Restaurant-Ranglisten.

## Leben
Der Informatiker und frühere Leiter eines Rechenzentrums, entwickelte  aus Notizen von Restaurantbesuchen eine umfängliche Datenbank, die er mit Aufkommen des Internets einer größer werdenden interessierten Öffentlichkeit zur Verfügung stellte. Er entwickelte zugleich ein  Punktesystem, das die Bewertungen der großen Restaurantführer in Buchform – wie Guide Michelin, Gault Millau, Schlemmer Atlas, Varta-Führer, Der Feinschmecker Guide oder Bertelsmann Guide – in Relation zueinander setzte und damit  objektivierte. Ergebnis waren neue Ranglisten, die „Restaurant-Ranglisten“, ein eigenes Punktesystem für Restaurantführer. Volkenborn erweiterte seine „Ranglisten“ auf Frankreich (auch in französischer Sprache) und Österreich. 
Die „Restaurant-Ranglisten“ sind eines der größeren Portale dieser Art im Internet. Sie verzeichneten bis zu 100.000 Besucher im Monat, nicht nur von Gourmets, sondern auch aus der Gastronomiebranche. Gustav Volkenborns Initiative verdanken auch regionale Köche-Wettbewerbe ihre Entstehung: etwa der „Große Gourmet Preis“ in Hamburg, Mecklenburg-Vorpommern, Sachsen, Bayern und Nordrhein-Westfalen. 
Am 13. August 2006 brach Volkenborn bei einer Wanderung zusammen und starb im Alter von 65 Jahren. 
Die „Restaurant-Ranglisten“ wurden von Hannes Buchner weitergeführt. 